# Miejska Galeria Sztuki OBOK
Galeria Obok – galeria sztuki w Tychach, znajdująca się w budynku Pasażu Kultury Andromeda (I piętro). Nie posiada własnej stałej ekspozycji. Prezentuje indywidualne i zbiorowe czasowe wystawy malarstwa, rzeźby, grafiki, tkaniny i fotografii. Jest miejscem warsztatów artystycznych i spotkań literackich.

## Historia
Pierwszą ekspozycją była wystawa Tyskiego Środowiska Artystycznego, otwarta w dniu 3 czerwca 1994 r., w której uczestniczyło 29 plastyków.

## Imprezy cykliczne
- Wystawa pokonkursowa "Praca roku", organizowana przez katowicki okręg ZPAP,
- Wystawa pokonkursowa fotografii prasowej Tychy Press Photo (luty-marzec, od 2001),
- Muzyka w malarstwie (październik),
- Świąteczny kiermasz sztuki (grudzień),
- Finał Ogólnopolskiego Konkursu Poetyckiego na Tomik Wierszy „Tyska Zima Poetycka – po debiucie",
- Spotkania Poetyckie Obok (kilka razy w ciągu roku),
- Plener Tychy - wystawa pokonkursowa (do 2001)

## Wybrane wystawy
- Beata Wąsowska – wystawa "Fragmenty" malarstwo i digrafie z projektu Nie bez Kozyry (październik-listopad 2010),
- Konrad Swinarski – wystawa scenografii (marzec-kwiecień 2009),
- Wojciech Dzienniak – wystawa rzeźby i rysunku (maj 2008),
- Barbara Ptak – wystawa projektów kostiumów filmowych i teatralnych oraz scenografii (marzec-kwiecień 2008),
- Janusz Karbowniczek – malarstwo i rysunek (wrzesień 2007),
- Leszek Mądzik – makiety i obiekty scenograficzne pochodzące ze spektakli Sceny Plastycznej KUL, plakat teatralny (marzec-kwiecień 2007),
- Roman Kalarus – plakat (wrzesień 2006),
- Wojciech Prażmowski – fotografia (maj 2005),
- Stanisław Hochuł – rzeźba (wrzesień 2004),
- Józef Szajna – scenografia (kwiecień 2003),
- Ewa Satalecka – grafika, rysunek (marzec 2003),
- Zofia de Ines – rysunek, projekty scenografii, kostiumy teatralne (kwiecień 2002),
- Eugeniusz Delekta – grafika (marzec 2001),
- Czesław Romanowski – malarstwo (czerwiec 2000),
- Zygmunt Brachmański – rzeźba (styczeń 1999),
- Beata Wąsowska – malarstwo
- Tadeusz Siara – grafika (sierpień 1998),
- Michał Kliś – plakat, grafika (czerwiec 1997),
- Bronisław Chromy – rzeźba (listopad 1996),
- Franciszek Maśluszczak – malarstwo (kwiecień 1995).

## Warunki techniczne
Sala galerii ma wysokość 250 cm, długość dłuższej ściany to 20,95 m, długość krótszej  ściany - 13,20 m. Oświetlenie halogenowe 12 V, sufitowe i wysięgnikowe. Jest możliwość wyeliminowania światła dziennego, przez zasłonięcie okien ekranami. Na potrzeby większych ekspozycji wykorzystywany jest dolny hol teatru oraz korytarze prowadzące do galerii (na parterze i na I piętrze).